# カイル・シェパード
カイル・シェパード（Kyle Shepherd、1987年7月8日 - ）は、南アフリカ・ケープタウン出身のジャズ・ピアニスト。
「アフリカン・ピアノの継承者」と呼ばれ、アフリカン・ピアノの巨星アブドゥーラ・イブラヒム（ダラー・ブランド）はもちろん、キース・ジャレットやエスビョルン・スベンソンの影響を大きく受けた、アフリカ音楽シーンの新時代を担う存在としてデビュー以来注目を集める。 日本でもCDがリリースされ、2011年に実現した初来日公演では3日間の公演がソールドアウトと高い人気を得ている。
2014年にはスタンダード・バンク・アワード最優秀新人賞を受賞。
現在、南アフリカを拠点に世界各国で演奏活動を行っている。

## ディスコグラフィ

### リーダー・アルバム
- fineArt (2009年、Sheer Sound)
- A Portrait of Home (2010年、Sheer Sound)
- South African History! X (2012年、Sheer Sound)
- Dream State (2014年、Sheer Sound)
- 『イントゥ・ダークネス』 - Into Darkness: (2014年、Inpartmaint) ※ソロ（日本限定）
- Sound Portraits from Contemporary Africa  (2017年、Jazzhaus) ※with リオーネル・ルエケ[2]
- After the Night, The Day will Sure Come (2021年、Matsuli Music) ※ソロ・ピアノ